# Альтернований вузол

Один з трьох неальтернованих вузлів з числом перетинів 8

В теорії вузлів діаграма вузла або зачеплення є альтернованою, якщо перетини чергуються — під, над, під, над і т. д., якщо йти вздовж кожної компоненти зачеплення. Зачеплення є альтернованим, якщо воно має альтерновану діаграму.
Багато з вузлів з числом перетинів, меншим 10, є альтернованими. Цей факт і корисні властивості альтернованих вузлів, такі як гіпотези Тета, дозволили деяким дослідникам, включно з Тейтом, скласти таблиці з відносно малим числом помилок або упущень. Найпростіші неальтерновані прості вузли мають 8 перетинів (і є три таких вузли — 819, 820, 821).
Існує гіпотеза, що в міру зростання числа перетинів відсоток неальтернованих вузлів прямує до 0 експоненціально швидко.
Альтерновані зачеплення відіграють важливу роль у теорії вузлів і теорії тривимірних многовидів внаслідок того, що їх доповнення мають корисні й цікаві геометричні та топологічні властивості. Ральф Фокс поставив питання: «Що є альтернований вузол?», тобто, які властивості доповнення вузла, не пов'язані з діаграмами, можуть характеризувати альтерновані вузли.
В листопаді 2015 Джошуа Еван Ґрін опублікував препринт, у якому встановлюється характеризація альтернованих зачеплень у термінах визначення стягувальних поверхонь, тобто визначення альтернованих зачеплень (серед яких альтерновані вузли є окремим випадком) без використання концепції діаграм зачеплень.
Різна геометрична й топологічна інформація відкривається в альтернованих діаграмах. Простоту і розвідність зачеплення добре видно на діаграмі. Число перетинів наведеної альтернованої діаграми є числом перетинів вузла, і це одна зі знаменитих гіпотез Тейта.
Альтернована діаграма вузла має відповідність один-до-одного з планарним графом. Кожен перетин зв'язується з ребром і половина зв'язних компонент доповнення діаграми пов'язані з вершинами.

## Гіпотези Тейта
Гіпотези Тейта:
1. Будь-яка наведена діаграма альтернованого зачеплення має найменше з можливих число перетинів.
2. Будь-які дві наведені діаграми того ж самого альтернованого вузла мають однакове число закрученості.
3. Якщо дано дві наведені діаграми D1 і D2 орієнтованого простого альтернованого зачеплення, D1 можна перетворити на D2 шляхом послідовності простих рухів, які називаються перевертаннями[en]. Гіпотеза відома також як гіпотеза Тейта про перевертання[2].

Перші дві гіпотези Тейта довели Морвен Б. Тістлетвейт, Луїс Кауфман і Куніо Мурасугі (Kunio Murasugi) 1987 року, а 1991 року той самий Тістлетвейт і Вільям Менаско довели гіпотезу Тейта про перевертання.

## Гіперболічний об'єм
Вільям Менаско, застосувавши теорему про гіперболізацію Терстона для многовидів Гакена, довів, що будь-яке просте нерозвідне альтерноване зачеплення є гіперболічним, тобто доповнення зачеплення має гіперболічну геометрію, якщо тільки зачеплення не є торичним.
Таким чином, гіперболічний об'єм є інваріантом багатьох альтернованих зачеплень. Марк Лакенбі показав, що об'єм має верхні і нижні лінійні границі як функції від числа ділянок перекручування на наведеній альтернувальній діаграмі.